# Fort Greene (Brooklyn)
Fort Greene es un vecindario en la parte noroeste del distrito de Brooklyn de la ciudad de Nueva York (Estados Unidos). Está delimitado por Flushing Avenue y Astillero Naval de Brooklyn al norte, Flatbush Avenue Extension y Downtown Brooklyn al oeste, Atlantic Avenue y Prospect Heights al sur, y Vanderbilt Avenue y Clinton Hill al este. El Distrito Histórico de Fort Greene está incluido en el Registro del Estado de Nueva York y en el Registro Nacional de Lugares Históricos, y es un distrito histórico designado por la Ciudad de Nueva York.
El vecindario lleva el nombre de un fuerte de la era de la Guerra de Independencia que se construyó en 1776 bajo la supervisión del general Nathanael Greene de Rhode Island. El general Greene ayudó al general George Washington durante la Batalla de Long Island en 1776. El Parque de Fort Greene es el primero de Brooklyn y originalmente fue llamado "Washington Park". En 1864, Frederick Law Olmsted y Calvert Vaux lo rediseñaron y actualmente incluye en particular el Monumento y la cripta de los Monumento a los mártires de barcos para prisioneros, que honra a unos 11 500 sublevados independentitas que murieron a bordo de los barcos prisión británicos durante la Revolución de las Trece Colonias.
Fort Greene contiene muchos ejemplos de arquitectura de estilo italianizante o Eastlake de mediados del siglo XIX, la mayoría bien conservados. Es conocido por sus numerosas calles arboladas y sus elegantes viviendas de poca altura. También alberga la Williamsburgh Savings Bank Tower, que, durante más de 80 años, fue el edificio más alto de Brooklyn. El vecindario está cerca de la estación Terminal Atlantic del Ferrocarril de Long Island y tiene acceso a varias líneas del metro de Nueva York.
Fort Greene es parte del Distrito 2 de la comunidad de Brooklyn y sus códigos postales principales son 11201, 11205, 11217 y 11238. Es patrullado por el Recinto 88 del Departamento de Policía de la Ciudad de Nueva York. Políticamente está representado por el Distrito 35 del Consejo Municipal de Nueva York. Fort Greene es un vecindario históricamente afroamericano, que se ha aburguesado significativamente a lo largo de los años. La población negra disminuyó del 41,8 % en 2000 al 25,8 % en 2017.

## Historia

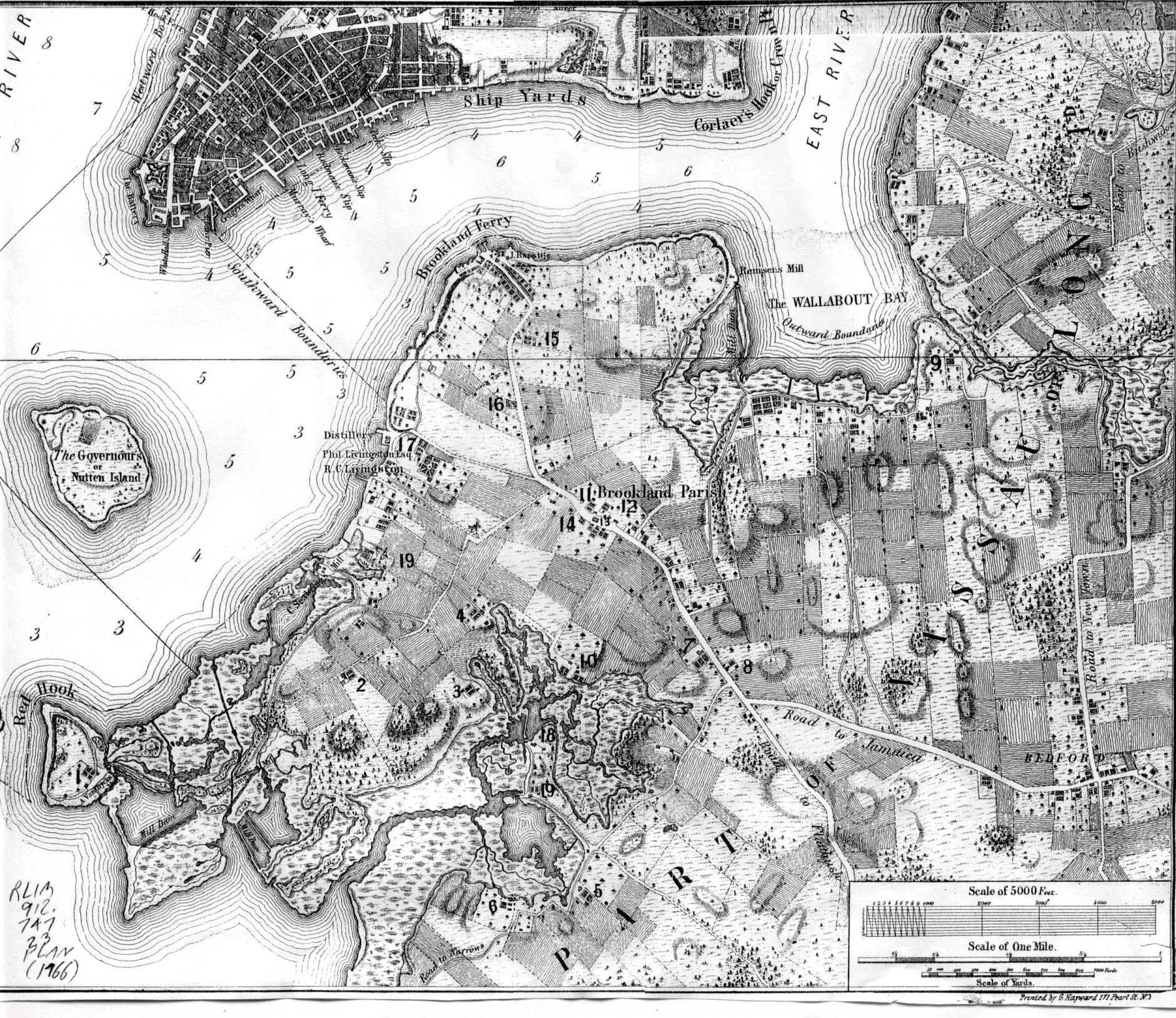
1766 mapa de Brooklyn

Hacia el 800 d. C., un movimiento gradual de nativos avanzó desde el área de Delaware hacia el bajo Nueva York, estableciéndose finalmente como parte de la tribu canarsie entre 13 Pueblos algonquinos. En 1637, el valón reformado Joris Jansen Rapelje compró 1,36 km² de tierra de nativos americanos de la Compañía Holandesa de las Indias Occidentales en el área de Brooklyn que se conoció como Wallabout Bay (de Waal Boght o "Bahía de los Valones"). Esta es el área donde ahora se encuentra Astillero Naval de Brooklyn en el límite norte de Fort Greene. Un inmigrante italiano llamado Peter Caesar Alberti inició una plantación de tabaco cerca de la bahía en Fort Greene en 1649, pero fue asesinado seis años después por los nativos americanos. En 1776, bajo la supervisión del general Nathanael Greene de Rhode Island, se construyó el Fuerte Putnam de la era de la Guerra de Independencia. Más tarde rebautizado como Greene, el fuerte era un movimiento de tierra en forma de estrella que montaba seis cañones de 18 libras y era el más grande de Long Island. Después de la derrota estadounidense en la Batalla de Long Island, George Washington retiró sus tropas y evitó así enfrentar a los británicos. Aunque el fuerte fue reparado antes de un esperado ataque a Brooklyn por parte de los británicos durante la guerra de 1812, a partir de entonces se deterioró lentamente.

### sigloXIX

#### Fundación

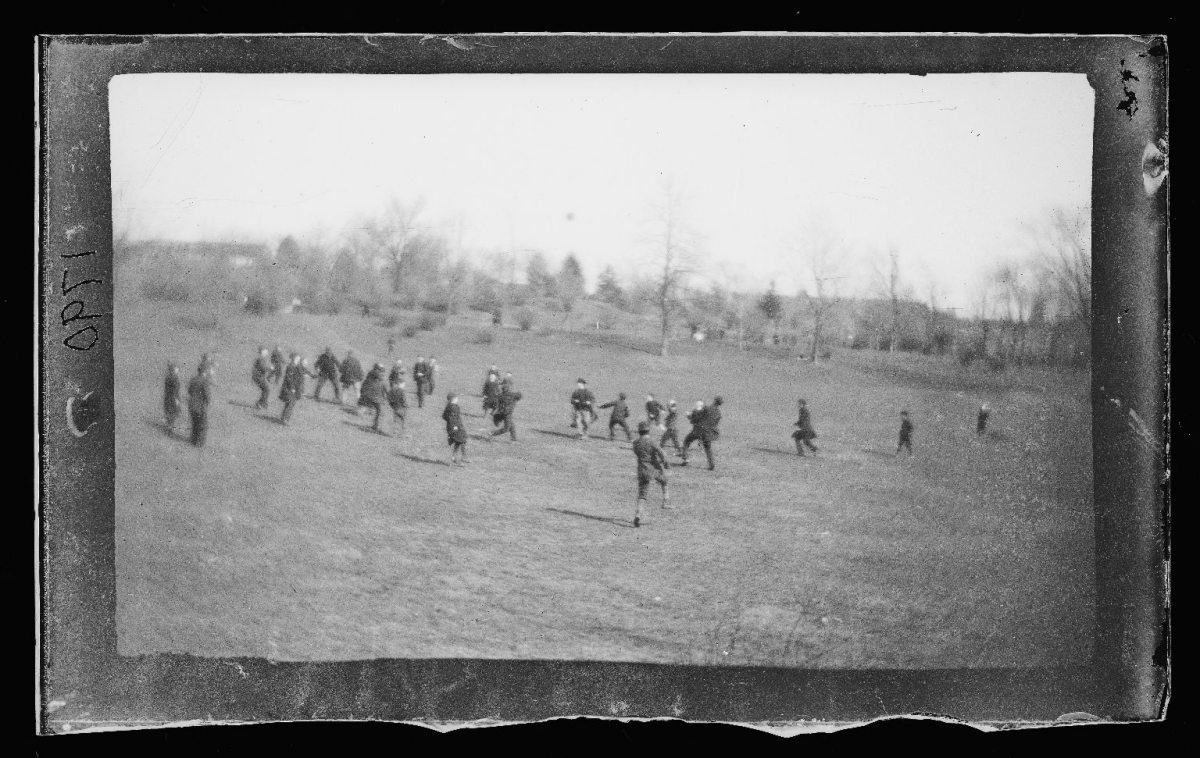
Fútbol en Fort Greene, alrededor de 1872-1887

En 1801, el Gobierno federal compró un terreno en Wallabout Bay para la construcción del Astillero Naval de Brooklyn, lo que estimuló cierto crecimiento en la zona. El servicio de ferry que une Manhattan y Brooklyn se lanzó en 1814, y la población de Brooklyn se disparó de 4000 a casi 100 000 en 1850. Fort Greene era conocido como The Hill y era el hogar de una pequeña población de viajeros, varias granjas grandes (Post Farm, Spader farm, Ryerson Farm y Jackson farm) y un cementerio. Ya en la década de 1840, los propietarios de las granjas comenzaron a vender sus tierras en parcelas más pequeñas para desarrollarlas. Villas de campo, casas adosadas de estructura y, ocasionalmente, casas adosadas de ladrillo salpicaban el campo, y una de ellas fue el hogar del poeta Walt Whitman, editor del periódico Brooklyn Eagle.

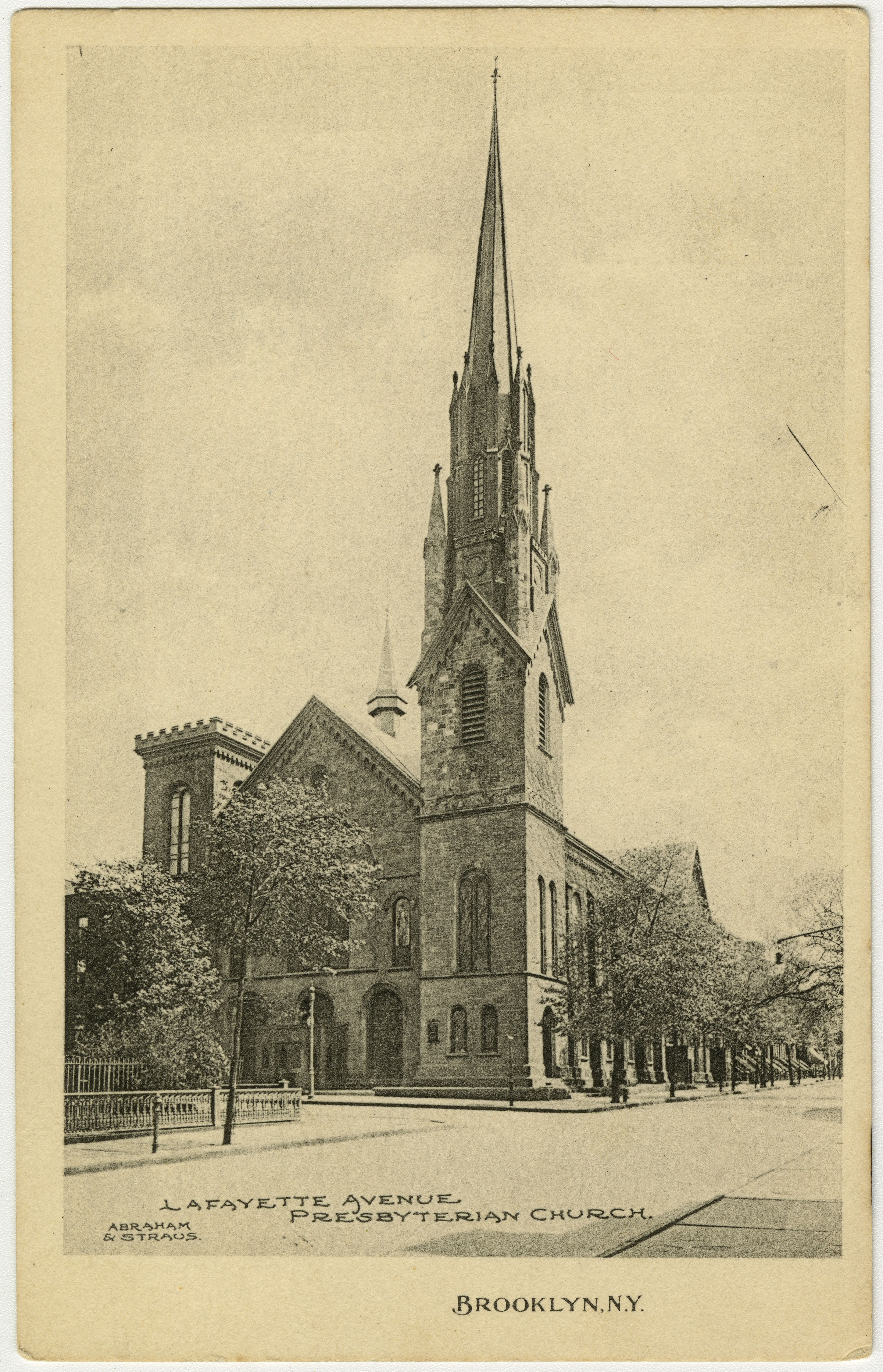
Iglesia Presbiteriana de Lafayette Ave, antes de 1933 cuando se acortó su campanario

Desde principios del siglo XIX, los afroamericanos han realizado importantes contribuciones al desarrollo de Fort Greene. El estado de Nueva York prohibió la esclavitud en 1827 y 20 años después, la "Escuela de color n.º 1", la primera escuela de Brooklyn para afroamericanos, abrió en el sitio actual de Walt Whitman Houses. Los abolicionistas formaron la Iglesia Presbiteriana de Lafayette Avenue en 1857, y recibieron a oradores como Frederick Douglass y Harriet Tubman y también ayudaron en el trabajo del Ferrocarril Subterráneo. Trabajadores afroamericanos calificados lucharon por sus derechos en el Navy Yard durante los tumultuosos Draft Riots de 1863 contra bandas armadas de gamberros. El director de PS 67 en el mismo año era afroamericano y el Dr. Phillip A. White se convirtió en el primer miembro negro de la Junta de Educación de Brooklyn en 1882. Para 1870, más de la mitad de la población negra de Brooklyn vivía en Fort Greene, la mayoría al norte de Parque de Fort Greene.

#### Sobrepoblación
En la década de 1850, el crecimiento de Fort Greene se extendió desde las líneas de diligencias en Myrtle Avenue y Fulton Street que se dirigían a Fulton Ferry, y The Hill se hizo conocido como el hogar de prósperos profesionales, solo superado por Brooklyn Heights en prestigio. Durante las décadas de 1850 y 1860, se construyeron bloques de casas adosadas de ladrillo y piedra rojiza de estilo italiano en el terreno abierto restante para albergar a la población en expansión de clase media y alta. Los nombres de las calles más atractivas (Portland, Oxford, Cumberland, Carlton y Adelphi) provienen de las bellas terrazas y calles de Westminster de principios del siglo XIX. Para la década de 1870, la construcción en el área prácticamente había terminado, y el área aún mantiene cientos de casas adosadas de estilo italianizante, Segundo Imperio, neogriego, Neo-Grec, neorrománico y neorrenacentista de apariencia prácticamente original.
A medida que Manhattan se llenó de gente, personas de todas las clases se fueron a vivir a Fort Greene. Las áreas desocupadas de Myrtle Avenue se convirtieron en un barrio marginal irlandés conocido como "Young Dublin". En respuesta a las horribles condiciones encontradas allí, Walt Whitman pidió que se construyera un parque y declaró en una columna en el Eagle, "[como] allí no hay habitantes tan ricos ni tan bien situados como los de las alturas... tenemos el deseo de que éstos, y las generaciones posteriores, tengan tal lugar de recreo..." La idea del parque pronto fue cooptada por residentes de larga data para proteger el último espacio abierto en el área del desarrollo.
Sin embargo, The New York Times pronto descubrió que el área era demasiado cara para algunos y que muchos en el área eran penosos:

La condición de pobreza de los habitantes que residen en el [distrito de Fort Greene/Clinton Hill] de Brooklyn lo convierte en una tierra casi desconocida.

Centrándose en una determinada sección del área este de Brooklyn definida como "entre las avenidas Flushing y DeKalb, tan al este como Classon Avenue y tan al oeste como Ryerson, extendiéndose a través de Fulton Avenue", el artículo del Times decía que el auge inmobiliario ha resultado en clases conflicto entre la mayoría de los residentes de larga data del área (identificados como "inquilinos u ocupantes ilegales") y sus nuevos vecinos: propietarios de viviendas de ingresos medios a altos (identificados como habitantes de Manhattan con precios desorbitados atraídos por la riqueza espacial de Brooklyn y capaces de pagar el alto precio de sus casas de piedra rojiza neogóticas a gran escala.) El periódico explicó además el conflicto como uno que había existido durante algún tiempo, tal vez evidenciado por una carta al editor de un periódico local de Brooklyn publicada antes del perfil del Times. El autor, un nuevo propietario, escribió:

Quizá haya pocos lugares más deseables para residencias, o más agradables para nuestros paseos nocturnos... (pero) por todos lados se permite erigir chozas sucias de las que emanan todo tipo de olores desagradables... De hecho, es un el hecho de que muchos de los habitantes de estos tugurios tengan en sus sótanos cerdos, vacas, etc., y no es una circunstancia inusual ver a estos animales disfrutar junto a sus dueños de los alegres rayos del sol; mientras se permite que los despojos y la suciedad de la variada familia se acumulen en sus instalaciones y pongan en peligro las vidas de aquellos en su vecindario por sus efluvios repugnantes y mortales".
Carta al editor, The New York Times, c.1858

Washington Park, rebautizado como Parque de Fort Greene en 1897, se estableció como el primer parque de Brooklyn en 1847 en una parcela de 12 ha alrededor del solar del antiguo Fuerte. En 1864, Frederick Law Olmsted y Calvert Vaux, ahora famosos por su diseño de Central Park, fueron contratados para diseñar el parque y construyeron lo que se describió en 1884 como "uno de los lugares de recreación más céntricos, encantadores y saludables que existen de los cualquier ciudad puede presumir". El diseño de Olmsted y Vaux presentaba castaños en flor a lo largo de la periferia, espacios abiertos de césped, senderos para caminar, un cenador cubierto de enredaderas frente a un campo de saludo militar, una tribuna permanente para discursos y dos campos de césped utilizados para croquet y tenis. El éxito del parque impulsó la creación del Prospect Park más grande. 
En el punto más alto del parque, el Monumento y la bóveda de los Mártires del Barco Prisión se erigió en 1908 para albergar los huesos de algunos de los 12 000 soldados revolucionarios y civiles cuyos cuerpos fueron arrojados de los barcos prisión británicos y luego arrastrados a tierra. El monumento, diseñado por la firma de McKim, Mead y White, fue la columna dórica más grande del mundo con 143 pies (44 m) de altura, y en su vértice albergaba una urna de bronce. El trabajo de restauración del monumento se completó a fines de la década de 2000.
El 24 de abril de 1888, Fulton Street Elevated comenzó a funcionar desde Fulton Ferry hasta Nostrand Avenue, acortando el viaje de los residentes de Fort Greene, al tiempo que bloqueaba la luz y aumentaba el ruido de la calle para los residentes que daban a Fulton Street. Las líneas elevadas también corrían a lo largo de Lafayette Avenue y Myrtle Avenue.

### sigloXX
Fort Greene a principios del siglo XX se convirtió en un importante destino cultural. Después de que la Academia de Música de Brooklyn original en Brooklyn Heights se incendiara en 1903, la actual se construyó en Fort Greene y se inauguró en 1908 con una producción de Fausto de Charles Gounod con Enrico Caruso y Geraldine Farrar. En ese momento, BAM era el centro cultural de diseño más complejo en el Gran Nueva York desde la construcción del Madison Square Garden 15 años antes. Fort Greene también exhibió dos impresionantes salas de cine, construidas en la década de 1920: el Teatro Paramount, que finalmente se incorporó al campus de Brooklyn de la Universidad de Long Island; y el Brooklyn Fox Theatre en la intersección de Flatbush Avenue y Fulton Street, que fue demolido en 1971. Construida entre 1927 y 1929, la  Williamsburgh Savings Bank Tower , uno de los edificios más altos de Brooklyn, está ubicada junto a la Academia de Música de Brooklyn. Brooklyn Technical High School, una de las escuelas secundarias públicas más selectas de Nueva York, comenzó a construirse en Fort Greene Place en 1930.
La poeta Marianne Moore vivió y trabajó durante muchos años en un edificio de apartamentos en Cumberland Street. Su apartamento, que se recuerda con amor en el ensayo de Elizabeth Bishop, "Esfuerzos de afecto", se ha conservado exactamente como existió durante la vida de Moore en el Museo y Biblioteca Rosenbach en Filadelfia por los hermanos Rosenbach, renombrados coleccionistas de efímera literaria. Richard Wright escribió Hijo nativo mientras vivía en Carlton Avenue en Fort Greene.

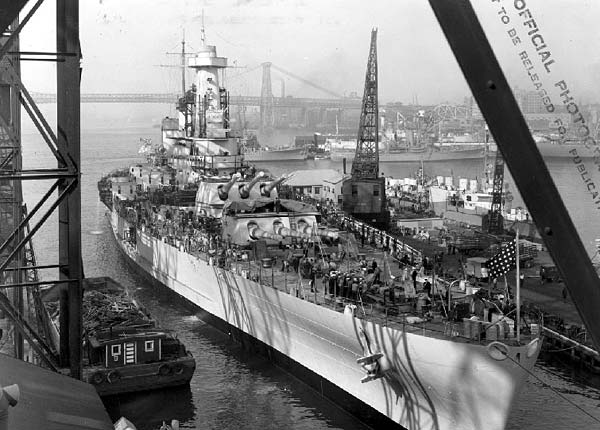
USS North Carolina en Astillero Naval de Brooklyn en 1941

Durante la Segunda Guerra Mundial, el Navy Yard de Brooklyn empleó a más de 71 000 personas. Debido a la demanda resultante de viviendas, la Autoridad de Vivienda de la Ciudad de Nueva York construyó 35 edificios de ladrillo entre 1941 y 1944, con alturas que oscilaban entre los seis y los quince pisos, denominados colectivamente Fort Greene Houses. La producción en el astillero disminuyó significativamente tras la guerra y muchos de los trabajadores se mudaron o cayeron en tiempos difíciles. En 1957-58 – las casas fueron renovadas y divididas en Walt Whitman Houses y Raymond V. Ingersoll Houses. Un año después. Newsweek describió el proyecto de vivienda como "uno de los ejemplos más claros" de los fracasos de la vivienda pública. El artículo pintaba un cuadro de ventanas rotas, paredes agrietadas, luces parpadeantes o que no funcionaban y ascensores que se usaban como baños. Lo que deprimió aún más el área fue el desmantelamiento del Navy Yard en 1966 y el desmantelamiento del tren elevado de Myrtle Avenue en 1969, lo que hizo que el área fuera mucho menos atractiva para los viajeros de Manhattan.
Desde la década de 1960 hasta la década de 1980, Fort Greene luchó contra los tiempos difíciles que surgieron con la pobreza, el crimen y la epidemia de crack en toda la ciudad. Si bien algunas casas fueron abandonadas, artistas, conservacionistas y profesionales negros comenzaron a reclamar y restaurar el vecindario a fines de la década de 1980 y principios de la de 1990. Herbert Scott Gibson, un residente de la calle llamada Washington Park, organizó el Comité de Preservación de Monumentos Históricos de Fort Greene, que presionó con éxito para el establecimiento del estatus de Distrito Histórico. La Comisión de Preservación de Monumentos Históricos de la Ciudad de Nueva York designó dos distritos, los distritos históricos de Fort Greene y BAM, en 1978. Spike Lee estableció su compañía 40 Acres & A Mule Filmworks en Fort Greene a mediados de la década de 1980, fortaleciendo aún más el resurgimiento del vecindario. De 1981 a 1997, este resurgimiento incluyó al South Oxford Tennis Club, que se convirtió en un importante centro cultural. El distrito histórico de Fort Greene se incluyó en el Registro Nacional de Lugares Históricos en 1983 y se expandió en 1984.  Como barrio históricamente afroamericano, el renacimiento cultural de las décadas de 1980 y 1990 a menudo se ha comparado con el del Renacimiento de Harlem.

### sigloXXI

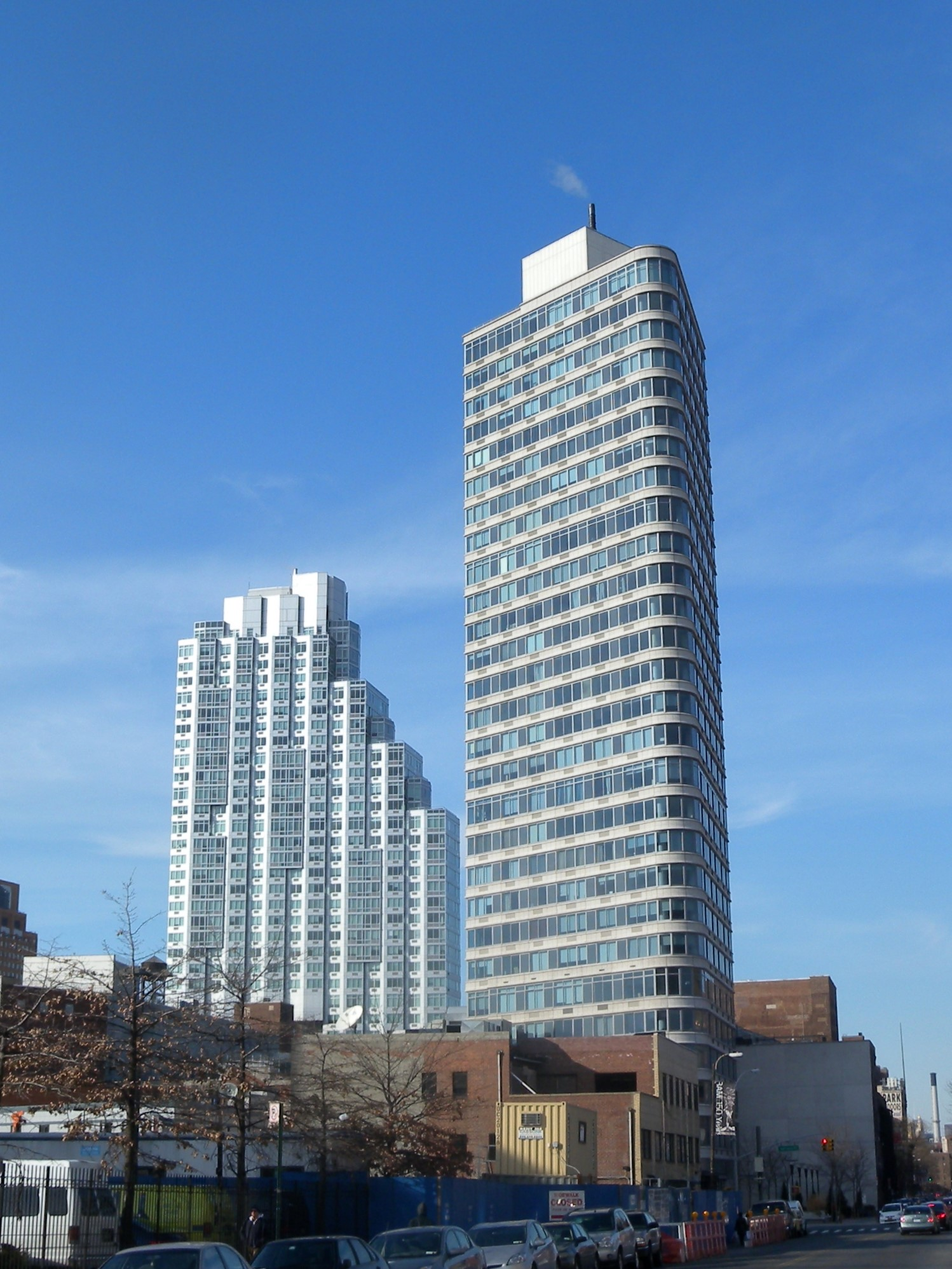
Nuevos edificios residenciales en Ashland Place y Lafayette Street

A fines de la década de 1990 y principios de la de 2000, se produjo la afluencia de muchos nuevos residentes y negocios a Fort Greene. Si bien los problemas de gentrificación surgen con la fuerte disminución de la población negra del 41,8 % en 2000 al 25,8 % en 2017 (según el Centro Furman de la Universidad de Nueva York), Fort Greene es para otros uno de los mejores ejemplos de un barrio racial y económicamente diverso. El comentario en The New York Times se refirió al vecindario por tener un "sentido predominante de amistad racial que intriga a los sociólogos y atrae a residentes de clase media de otras partes de la ciudad". GQ lo describe como "una de las raras membranas mucosas raciales en los cinco condados: se está blanqueando pero aún no está allí, por lo que se integra temporalmente".
El controvertido proyecto de Atlantic Yards/Pacific Park para construir un estadio (más tarde conocido como Barclays Center) para los entonces New Jersey Nets (ahora Brooklyn Nets) y un complejo de grandes rascacielos comerciales y residenciales en la frontera de Fort Greene y Prospect Heights obtuvo la oposición de muchos residentes del vecindario que formaron coaliciones.
En 1994, Forest City Ratner prometió que el proyecto, que sería financiado por los contribuyentes, generaría 2250 unidades de vivienda asequible, 10 000 puestos de trabajo, espacios abiertos de acceso público y estimularía el desarrollo en diez años. A 2018, se habían inaugurado cuatro de los quince edificios previstos, pero el plazo se retrasó unos 10 años, de 2025 a 2035.
Fort Greene y Clinton Hill fueron el foco de The Local, un blog producido por The New York Times en colaboración con la CUNY Graduate School of Journalism. Se basó en la participación comunitaria con contenido escrito por estudiantes de CUNY y miembros de la comunidad.
De 2001 a 2011, fue el hogar de un popular bar llamado Moe's, frecuentado por periodistas, artistas, cocineros y gente de la industria del entretenimiento. Cerró y fue reemplazado por un nuevo bar, polémicamente llamado Mo's.

## Demografía
Según los datos del censo de Estados Unidos de 2010, la población de Fort Greene era de 26 079, una disminución de 2256 (8,0 %) de los 28 335 contados en 2000. Con una superficie de 153 ha, el barrio tenía una densidad de población de 17 000 hab./km².
La composición racial del vecindario era 52% blanca, 20% afroamericana, 0,3% nativa americana, 11% asiática, 0,0% isleña del Pacífico, 0,3% de otras razas y 3,3% de dos o más razas. Hispanos o latinos de cualquier raza eran el 12% de la población. La Junta Comunitaria 2 en su totalidad, que comprende Fort Greene y Brooklyn Heights, tenía 117 046 habitantes según el Perfil de Salud Comunitario de 2018 de NYC Health, con una esperanza de vida promedio de 80,6 años. : 2, 20 Esto es ligeramente más bajo que la expectativa de vida promedio de 81,2 para todos los vecindarios de la ciudad de Nueva York. : 53 (PDF p. 84)  La mayoría de los habitantes son adultos y jóvenes de mediana edad: el 15 % tiene entre 0 y 17 años, el 44 % entre 25 y 44 y el 20 % entre 45 y 64 años. La proporción de residentes en edad universitaria y de edad avanzada fue menor, con un 9 % y un 12 %, respectivamente. : 2 
A partir de 2016, el ingreso familiar promedio en la Junta Comunitaria 2 fue de 56 599 dólares. En 2018, aproximadamente el 22 % de los residentes de Fort Greene y Brooklyn Heights vivían en la pobreza, en comparación con el 21 % en todo Brooklyn y el 20 % en toda la ciudad de Nueva York. Uno de cada doce residentes (8 %) estaba desempleado, en comparación con el 9 % en el resto de Brooklyn y la ciudad de Nueva York. La carga del alquiler, o el porcentaje de residentes que tienen dificultades para pagar el alquiler, es del 39 % en Fort Greene y Brooklyn Heights, por debajo de las tasas del 52 % y el 51 % en toda la ciudad y el condado, respectivamente. Según este cálculo, a 2018, Fort Greene y Brooklyn Heights se consideran de ingresos altos en relación con el resto de la ciudad y no se están gentrificando.: 7 
Según los datos del censo de 2020 del Departamento de Planificación Urbana de la Ciudad de Nueva York, hay entre 10 000 y 19 999 residentes blancos, y las poblaciones hispana, negra y asiática tienen entre 5000 y 9999 residentes cada una. Algunos artículos de noticias desde mediados de la década de 2010 hasta 2021 han hablado sobre el crecimiento significativo de la población asiática, especialmente la población de habla china y, más particularmente, en los desarrollos de viviendas asequibles de NYCHA de Walt Whitman Houses e Ingersoll Houses.

## Límites

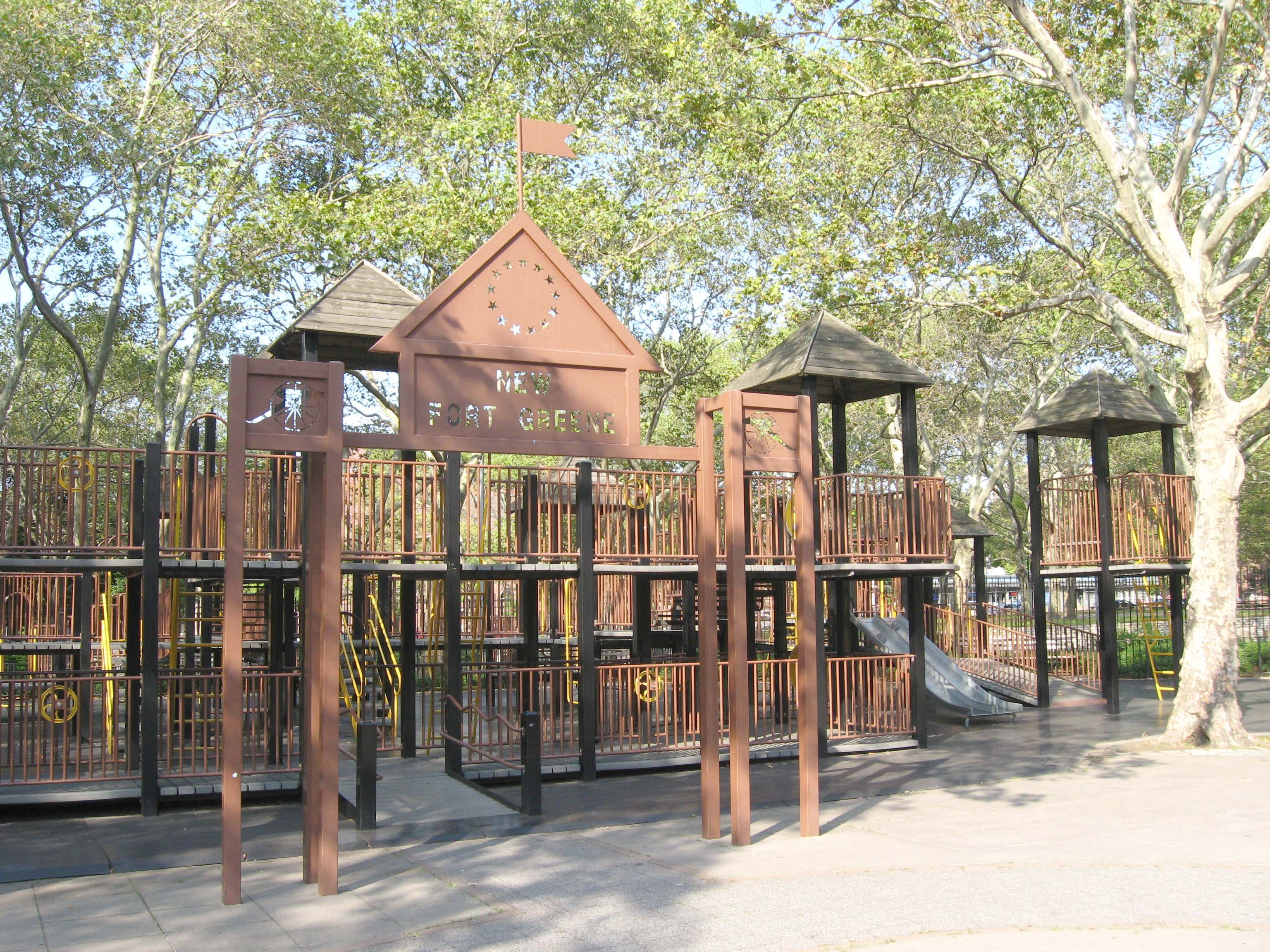
Nuevo parque infantil en el Parque de Fort Greene

Fort Greene limita con Flushing Avenue al norte, Flatbush Avenue al oeste, Vanderbilt Avenue al este y Atlantic Avenue al sur. Sus arterias principales son Fulton Street, Lafayette Avenue y DeKalb Avenue, y la autopista Brooklyn-Queens (Interstate 278) pasa por el borde norte del vecindario.

## Policía
Fort Greene está patrullado por el Precinto 88 de la policía de Nueva York, ubicado en 298 Classon Avenue. Un segundo edificio del recinto, el 84.º Recinto en 301 Gold Street, está ubicado físicamente en Fort Greene pero no sirve al vecindario.
El Precinto 88 ocupó el puesto 64 entre las 69 áreas de patrullaje para el crimen per cápita en 2010. Esto se atribuyó a una alta tasa de delitos en relación con su baja población, especialmente en los desarrollos de viviendas públicas en Fort Greene. A 2018, con una tasa de agresiones no mortales de 40 por cada 100 000 habitantes, la tasa de delitos violentos per cápita de Fort Greene y Brooklyn Heights es menor que la de la ciudad en su conjunto. La tasa de encarcelamiento de 401 por cada 100 000 habitantes es inferior a la de la ciudad en su conjunto.: 8 
El Precinto 88 tiene una tasa de delincuencia más baja que en la década de 1990, y los delitos en todas las categorías han disminuido en un 82,9 % entre 1990 y 2018. El recinto informó 1 asesinato, 12 violaciones, 100 robos, 181 agresiones por delitos graves, 101 robos, 402 hurtos mayores y 48 hurtos mayores de automóviles en 2018.

## Bomberos
Fort Greene cuenta con dos estaciones de bomberos del Departamento de Bomberos de la Ciudad de Nueva York (FDNY).  Engine Co. 207/Ladder Co. 110/Satellite 6/Battalion 31/Division 11 está ubicado en 172 Tillary Street, sirviendo a la parte occidental del vecindario, mientras que Engine Co. 210 está ubicado en 160 Carlton Avenue, sirviendo a la zona este del barrio.

## Salud
A 2018, los partos prematuros y los partos de madres adolescentes son menos comunes en Fort Greene y Brooklyn Heights que en otros lugares de la ciudad. En Fort Greene y Brooklyn Heights, hubo 74 nacimientos prematuros por cada 1000 nacidos vivos (en comparación con 87 por 1000 en toda la ciudad) y 11,6 nacimientos de madres adolescentes por cada 1000 nacidos vivos (en comparación con 19,3 por 1000 en toda la ciudad).: 11  Fort Greene y Brooklyn Heights tienen una población relativamente baja de residentes que no tienen seguro o que reciben atención médica a través de Medicaid. En 2018, se estimó que esta población de residentes sin seguro era del 4 %, que es inferior a la tasa de toda la ciudad del 12 %. Sin embargo, esta estimación se basó en un tamaño de muestra pequeño.: 14 
La concentración de partículas finas, el tipo de contaminante del aire más mortífero, en Fort Greene y Brooklyn Heights es de 0.0088 miligramos por m³, inferior a los promedios de toda la ciudad y del condado.: 9 El once por ciento de los residentes de Fort Greene y Brooklyn Heights son fumadores, lo que es un poco más bajo que el promedio de la ciudad del 14% de los residentes que son fumadores. : 13 En Fort Greene y Brooklyn Heights, el 24 % de los residentes son obesos, el 6 % son diabéticos y el 25 % tienen presión arterial alta, en comparación con los promedios de toda la ciudad de 24 %, 11 % y 28 %, respectivamente. : 16 Además, el 14 % de los niños son obesos, en comparación con el promedio de la ciudad del 20 %. : 12 
El ochenta y ocho por ciento de los residentes comen algunas frutas y verduras todos los días, lo que es un poco más alto que el promedio de la ciudad del 87%. En 2018, el 86 % de los residentes describieron su salud como "buena", "muy buena" o "excelente", más que el promedio de la ciudad del 78 %.: 13 Por cada supermercado en Fort Greene y Brooklyn Heights, hay 12 tiendas de conveniencia. : 10 

## Oficinas de correos y códigos postales

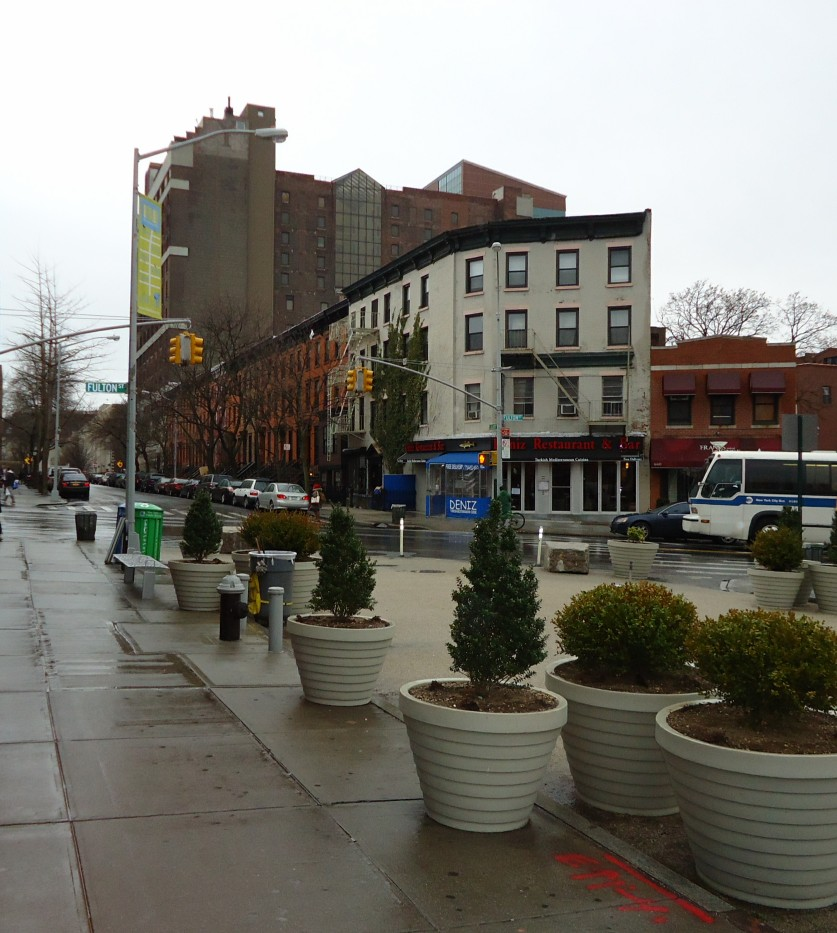
Paisaje urbano cerca de la calle Fulton

Fort Greene está cubierto por los códigos postales 11201, 11205, 11217 y 11238, que cubren respectivamente las partes noroeste, noreste, suroeste y sureste del vecindario. La oficina de correos de los Estados Unidos opera tres ubicaciones cercanas: la estación Times Plaza en 539 Atlantic Avenue, el anexo Times Plaza en 594 Dean Street, y la estación Adelphi en 950 Fulton Street.

## Educación
Fort Greene y Brooklyn Heights generalmente tienen una proporción más alta de residentes con educación universitaria que el resto de la ciudad a 2018. La mayoría de los residentes (64%) tiene una educación universitaria o superior, mientras que el 11% tiene menos de una educación secundaria y el 25% se graduó de la escuela secundaria o tiene alguna educación universitaria. Por el contrario, el 40% de los habitantes de Brooklyn y el 38% de los residentes de la ciudad tienen educación universitaria o superior.: 6 El porcentaje de estudiantes de Fort Greene y Brooklyn Heights que sobresalen en matemáticas aumentó del 27 % en 2000 al 50 % en 2011, y el rendimiento en lectura aumentó del 34 % al 41 % durante el mismo período.
La tasa de ausentismo de los estudiantes de primaria en Fort Greene y Brooklyn Heights es casi igual a la del resto de la ciudad de Nueva York. En Fort Greene y Brooklyn Heights, el 20% de los estudiantes de primaria faltaron veinte o más días por año escolar, lo mismo que el promedio de la ciudad.: 24 (PDF p. 55) : 6 Además, el 75% de los estudiantes de secundaria en Fort Greene y Brooklyn Heights se gradúan a tiempo, igual al promedio de la ciudad. : 6 

### Instituciones educativas y culturales
Fort Greene alberga la Escuela Secundaria Técnica de Brooklyn, una de las escuelas públicas más competitivas de la ciudad de Nueva York, y la Escuela Secundaria Bishop Loughlin Memorial. Success Academy Charter Schools abrió Success Academy Fort Greene en 2013 como escuela primaria. Hay dos escuelas primarias públicas en el área: PS 20, que también sirve a Clinton Hill, y The Urban Academy of Arts and Letters, abierta a todos los estudiantes en el distrito escolar 13.
El prestigioso Instituto Pratt se encuentra en la vecina Clinton Hill.
Fort Greene también alberga la Academia de Música de Brooklyn, la Escuela de Música de Brooklyn, el Museo de Artes Contemporáneas de la Diáspora Africana, BRIC Arts, UrbanGlass, el centro de interpretación 651 Arts para presentadores afroamericanos, el Centro Irondale de Teatro, Educación y Difusión., el Centro de Danza Mark Morris y la Iglesia Lafayette.

### Biblioteca
La sucursal Walt Whitman de la Biblioteca Pública de Brooklyn (BPL) está ubicada en 93 Saint Edwards Street. La estructura actual de la biblioteca Carnegie se inauguró en 1908, aunque existía una biblioteca en Fort Greene desde 1900.

## Transporte

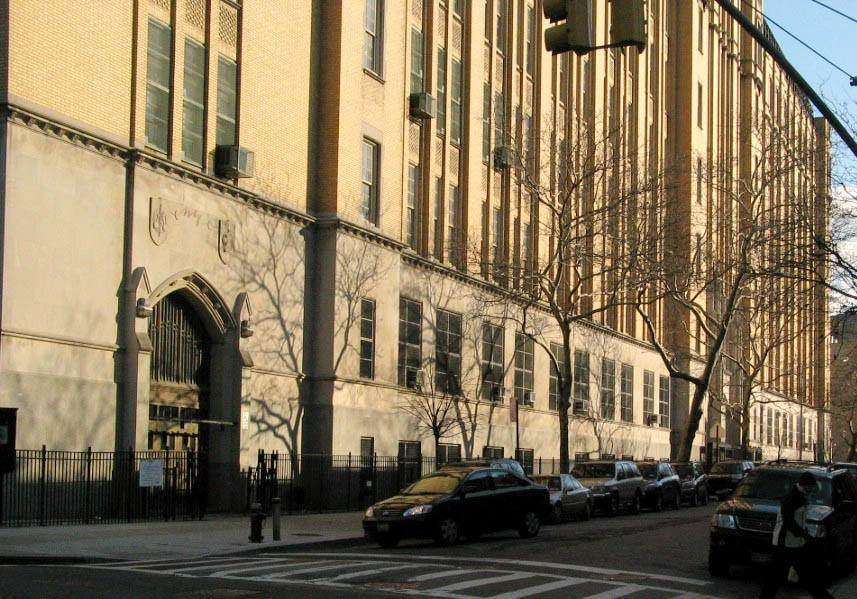
Brooklyn Tech HS en Fort Greene

El vecindario cuenta con el servicio del metro de la ciudad de Nueva York en DeKalb Avenue (trenes B, D, N, Q, R y W), Avenida Atlantic–Barclays Center  (trenes 2, 3, 4, 5, B, D, N, Q, R y W), Avenida Lafayette (trenes A y C) y Calle Fulton (tren G). La estación Terminal Atlantic del Ferrocarril de Long Island también se encuentra aquí, y el vecindario también cuenta con el servicio de las rutas de autobús B25, B26, B38, B45, B52, B54, B57 y B62.
Fort Greene cuenta con el servicio de la ruta Astoria de NYC Ferry, que se detiene en Astillero Naval de Brooklyn. La parada Astillero Naval de Brooklyn abrió el 20 de mayo de 2019.
Hay planes para construir el Brooklyn-Queens Connector (BQX), un sistema de tren ligero que se extendería a lo largo de la costa desde Red Hook a través de Fort Greene hasta Astoria en Queens. Sin embargo, se proyecta que el sistema cueste $ 2.7 mil millones y la apertura proyectada se retrasó hasta al menos 2029.